# Wołodymyr Onyśko
Wołodymyr Wasylowycz Onyśko, ukr. Володимир Васильович Онисько, ros. Владимир Васильевич Онисько, Władimir Wasiljewicz Oniśko (ur. 1 grudnia 1935 w Tarnopolu, II Rzeczpospolita, zm. 6 marca 2001 w Tarnopolu, Ukraina) – ukraiński piłkarz, grający na pozycji obrońcy, trener piłkarski.

## Kariera piłkarska
W 1954 rozpoczął karierę piłkarską w klubie Dynamo Tarnopol. W 1955 został zaproszony do Dynama Kijów. Najpierw występował w drużynie rezerw, a w 1957 debiutował w składzie pierwszej drużyny Dynama. Łącznie w Dynamo spędził sześć sezonów, ale nie potrafił zająć stabilne miejsce w pierwszym składzie. W 1960 rozegrał 4 mecze, których jednak nie starczyło na otrzymanie srebrnego medalu Mistrzostw ZSRR. W 1961 przeniósł się do Awanhardu Charków. W 1965 roku przeszedł do Łokomotywu Winnica, dokąd został zaproszony przez trenera Wiktora Żylina, który wcześniej pracował w Charkowie i znał możliwości obrońcy. Ale wkrótce trener opuścił swoje stanowisko i po zakończeniu sezonu Onyśko wrócił do charkowskiego klubu, który w międzyczasie zmienił nazwę na Metalist Charków, w którym zakończył karierę piłkarza w roku 1968.

## Kariera trenerska
Po zakończeniu kariery piłkarza rozpoczął pracę szkoleniowca. W 1969 objął prowadzenie Awanharda Tarnopol. W 1970 przyłączył się do sztabu szkoleniowego Awtomobilista Żytomierz, dokąd został zaproszony przez trenera Wiktora Żylina, w którym pełnił obowiązki asystenta trenera, a potem dyrektora sportowego klubu. W maju 1972 został zaproszony do swojego sztabu szkoleniowego nowego trenera Szachtara Donieck Ołeha Bazyłewicza. W pierwszym sezonie trenerom udało się awansować z Szachtarem do Wysszej Ligi SSSR. Za ten sukces, Bazyłewicz i Onyśko otrzymali honorowy tytuł „Zasłużony trener ZSRR”. W 1977 roku pomagał Wałeriju Łobanowskiemu trenować Dynamo Kijów i przyczynił się do wygrania w tym sezonie złotych medali mistrzostw. W 1978 roku zdecydował się wrócić do kierowania zespołem i w sierpniu został głównym trenerem Podilla Chmielnicki, z którym pracował do lipca 1980. Sezon 1981 spędził w Prykarpattia Iwano-Frankiwsk, gdzie zajmował stanowisko dyrektora sportowego klubu. Po zakończeniu sezonu, wrócił do Tarnopola i potem prowadził lokalne drużyny amatorskie Watra Tarnopol, Cukrowyk Czortków i Zoria Chorostków. Już w mistrzostwach niepodległej Ukrainy w sezonie 1994/95 został zaproszony do sztabu szkoleniowego Nywy Tarnopol. Potem pracował jako inspektor Tarnopolskiego Obwodowego Związku Piłki Nożnej.
6 marca 2001 zmarł w Tarnopolu w wieku 65 lat.

## Sukcesy i odznaczenia

### Sukcesy trenerskie
Szachtar Donieck
- wicemistrz Pierwoj ligi ZSRR: 1972 (jako asystent)

Dynamo Kijów
- wicemistrz ZSRR: 1977 (jako asystent)

### Odznaczenia
- tytuł Mistrza Sportu ZSRR: 1961
- tytuł Zasłużonego Trenera ZSRR: 1973